# Diego Luna (Fußballspieler, 2000)
Diego Alfonzo Luna Flores (* 2. Januar 2000 in Ciudad Bolívar) ist ein venezolanischer Fußballspieler.

## Karriere

### Verein
Luna begann seine Karriere bei Deportivo La Guaira. Zur Saison 2017 rückte er in den Profikader Deportivos. Im April 2017 debütierte er in der Primera División. In seiner ersten Spielzeit kam er zu zwölf Einsätzen im venezolanischen Oberhaus. In der Saison 2018 kam er zu 20 Einsätzen. In der Saison 2019 spielte er fünfmal für La Guaira. Im Januar 2020 wurde er nach Spanien an den Viertligisten RSD Alcalá verliehen. Für Alcalá kam er bis zum COVID-bedingten Saisonabbruch zu fünf Einsätzen in der Tercera División.
Im Januar 2021 kehrte Luna nach Venezuela zurück und wechselte innerhalb des Landes zum Zamora FC. Für Zamora kam er in zwei Saisonen zu 34 Einsätzen in der Primera División. Zur Saison 2023 wechselte er weiter zum Ligakonkurrenten FC Caracas. Für Caracas kam er in der Saison 2023 zu 31 Erstligaeinsätzen. Nach einem weiteren Einsatz zu Beginn der Saison 2024 wechselte er im Februar 2024 ein zweites Mal nach Europa, diesmal nach Russland zu Baltika Kaliningrad. Für Baltika kam er bis zum Ende der Saison 2023/24 zu zwölf Einsätzen in der Premjer-Liga, aus der das Team aber abstieg.
Zu Beginn der Saison 2024/25 lief er dann dreimal in der zweitklassigen Perwenstwo FNL auf, ehe Luna im August 2024 leihweise zu Erstligist FK Chimki wechselte.

### Nationalmannschaft
Luna nahm 2017 mit der venezolanischen U-17-Auswahl an der Südamerikameisterschaft teil. Während des Turniers kam er zu acht Einsätzen, Venezuela wurde Fünfter.